# Sailwing
Der Sailwing ist ein Gleitschirm, welcher 1965 von David Theodore Barish entwickelt wurde. Er besitzt nur ein Obersegel und keine Kammern und ist damit ein Einfachsegler. Der weltweit erste Gleitschirmflug wurde mit dem Sailwing durchgeführt. Es existiert eine Vorläuferversion, bestehend aus drei vernähten Stoffbogen, die von ihm 1964 im Rahmen von NASA-Forschungsarbeiten entwickelt und unter dem Namen Self-inflating wing patentiert wurde; diese Version wird in manchen Quellen bereits als Sailwing bezeichnet. Die Bezeichnung Sailwing wird heute gemeinhin für die fünfbogige Weiterentwicklung von 1965 verwendet. Der Gleitschirm wurde entwickelt, um die Rückholung von Raumkapseln im Apollo-Programm und nachfolgenden bemannten Raumfahrtprogrammen zu ermöglichen und um damit Gleitflüge per Fußstart vom Berg durchzuführen.

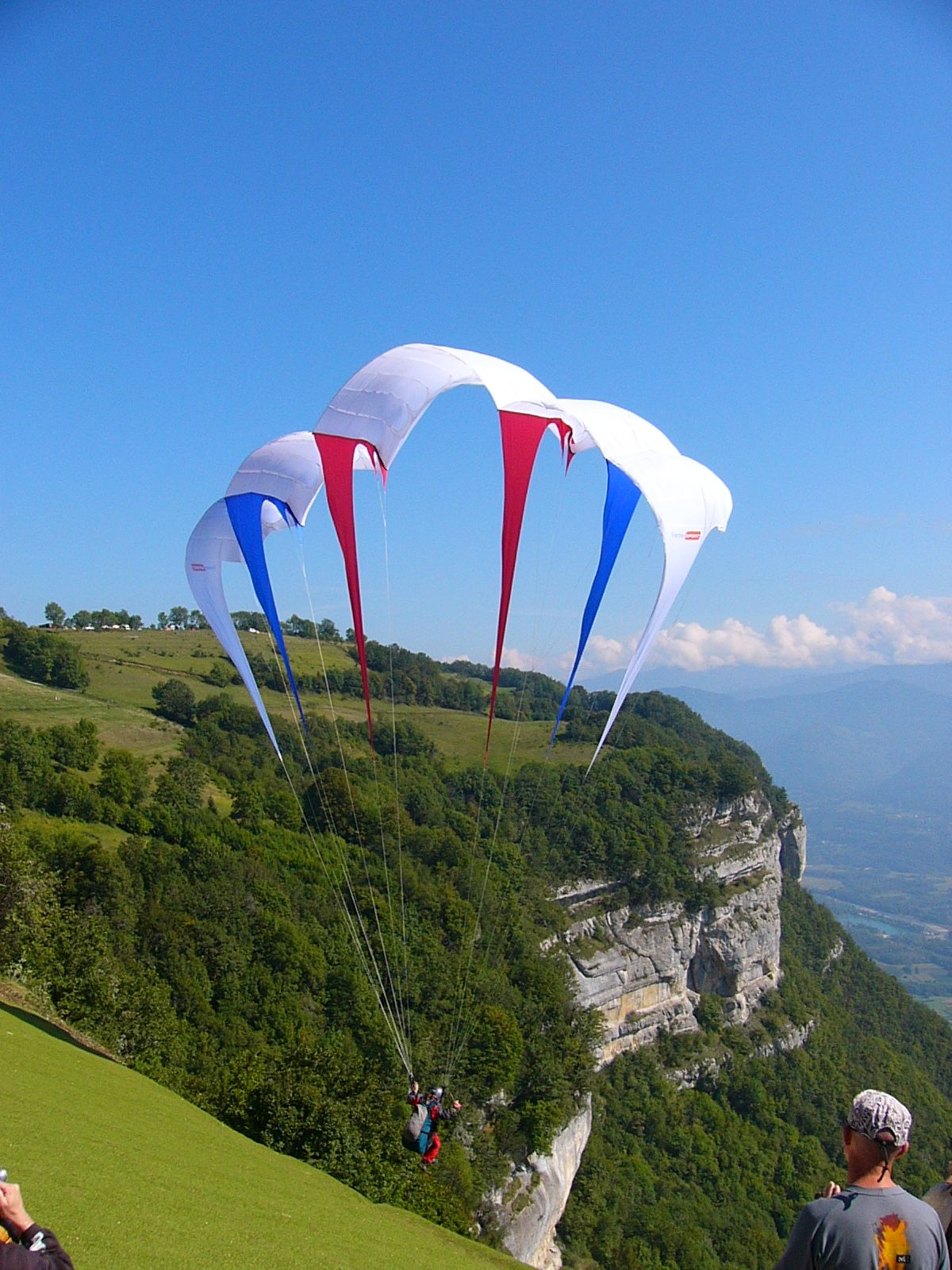
Flugfähige Replika des Sailwing (Francis Heilmann, 2005)

## Geschichte
In den frühen 60er Jahren wurden aufgrund des Wettlaufes ins All zwischen den USA und der Sowjetunion große Summen in die Entwicklung von Technologien für die Raumfahrt investiert. Dies war der Auslöser für die Erfindung der Gleitschirme.
Ab 1964 widmete sich David Barish der Konstruktion eines Gleitschirms für die Rückkehr von Raumkapseln zur Erde.
Um Spannweiten von über 30 Metern für den Transport von 5 Tonnen schweren Raumkapseln zu vermeiden, fertigte er Modelle in verschiedenen Größen an. Er testete sie hinter seinem Auto oder von Hand, bei stetigem Wind an der Fähre von Staten Island.
Der Self-inflating wing war einflächig, rechteckig geformt und bestand aus drei Stoffbogen. Die Vorderseite jeden Bogens wurde nach unten umgeschlagen und entlang der Verbindungsnähte fixiert. So entstand ein offener Saum von 30 cm Tiefe, der sich versteifte, wenn er mit Luft gefüllt wurde und so die Vorderkante des Schirms stabilisierte.
Diese Vorgängerversion des Sailwing war der erste gleitfähige Fallschirm, welcher jedoch nicht zum Fußstart vom Berg gedacht war. Den ersten Testsprung absolvierte der Fallschirmspringer Lee Guilfoyle am 6. August 1965. Aus dieser Version wurde eine fünfbogige Variante mit höherer Streckung entwickelt, bei der die Gleitleistung besser war; der Sailwing. An der Entwicklung waren neben Barish auch Dan Poynter und sein Sohn Craig beteiligt. Dem Langley Research Center zufolge lag die Gleitzahl bei 2,2.
Barish kommentierte diese Entwicklung mit den Worten: „Die NASA wollte keinen doppelflächigen Gleitschirm kaufen. Außerdem wollten sie einen besseren Gleitflug haben. Deshalb entwickelten wir ab 1966 die Version mit fünf Bogen weiter.“
Für die Kappe wählte Barish, aufgrund der geringen Luftdurchlässigkeit, Spinnaker-Tuch. Die Länge der Leinen bestimmte er aufgrund der Erfahrungswerte von Drachenfliegern, die bereits viel zu dem Thema wussten.
Der erste Flug mit dem Sailwing fand am 15. September 1965 in einem Skigebiet in der Nähe von New York statt und wurde von Barish durchgeführt; sein Sohn Craig und sein Freund Jacques-André Istel begleiteten ihn. Die geflogene Strecke betrug etwas 60 Meter. Dieses Ereignis gilt als der erste Gleitschirmflug der Welt.
1965 sprachen sich MCS-Techniker der NASA für eine Verwendung des Sailwing oder Parawing (entwickelt durch Francis Rogallo), als Wiedereintrittssystem für Apollo-Raumkapseln aus.
Auf Anregung eines Freundes, der Journalist beim Ski Magazine war, unternahmen er und sein Sohn im Sommer 1966 eine Flugtour mit dem Sailwing durch amerikanische Skigebiete von Vermont bis Kalifornien. Ziel war es, zu demonstrieren, dass slope soaring (Bergfliegen) eine lohnende Sommeraktivität in Skigebieten sein könnte. Über diese Tage bemerkte David: „Es war wohl noch zu früh! Zu dieser Zeit hat uns das slope soaring einfach Spaß gemacht. Wir wussten nicht, dass es möglich sein würde, in der Thermik oder bei Hangaufwinden zu segeln.“
1966 versuchte die NASA, ihre Wahl für die Rückholung der Kapseln der Apollo-Raumfähren endgültig zu treffen. In den nächsten zwei Jahren arbeitete Barish hart an seinem Projekt und versuchte, die NASA von den Vorteilen des Sailwings gegenüber dem Parawing zu überzeugen. Allerdings entschied sich die NASA im August 1969 für die Verwendung der Rogallo-Konstruktion, des sogenannten Parawing. Zudem kündigte die NASA Ende der 1960er-Jahre die Zusammenarbeit mit David Barish, damit wurde auch die Weiterentwicklung des Sailwing eingestellt.
2000 begann Francis Heilmann eine möglichst genaue Replik des Sailwings zu bauen und flog damit 2005 auf dem Festival Coupe Icare.
Die heute gängigen Gleitschirme sind meist keine direkten Nachfolger des einflächigen Sailwing, sondern des 1964 als Patent eingereichten doppelflächigen Parafoil von Domina Jalbert, der ebenfalls zum Gleitschirmfliegen geeignet war. Allerdings gibt es einige moderne Gleitschirme, die, wie der Sailwing, nur ein Segel besitzen, sogenannte Einfachsegler oder Single Skins.